# Laramie County
Das Laramie County ist ein County im Südosten des US-amerikanischen Bundesstaates Wyoming. Bei der Volkszählung im Jahr 2020 hatte das County 100.512 Einwohner und eine Bevölkerungsdichte von 14,4 Einwohnern pro Quadratkilometer. Der Verwaltungssitz (County Seat) ist Cheyenne.

## Geographie
Das County liegt im äußersten Südosten von Wyoming und grenzt im Osten an Nebraska sowie im Süden an Colorado. Das Laramie County hat eine Fläche von 6961 Quadratkilometern; davon sind 4 Quadratkilometer Wasserflächen. Es grenzt an folgende Countys:
|                           | Platte County, Goshen County | Banner County (Nebraska)  |
| Albany County             |                              | Kimball County (Nebraska) |
| Larimer County (Colorado) | Weld County (Colorado)       |                           |

Das County wird vom Office of Management and Budget zu statistischen Zwecken als 	Cheyenne, WY Metropolitan Statistical Area geführt.

## Geschichte
Laramie County wurde im Jahre 1867 gegründet. Der Name des County stammt von Jacques La Ramee, einem franko-kanadischen Pelzhändler und Mountain Man, der in den 1820er Jahren in dieser Gegend lebte.

## Demografische Daten

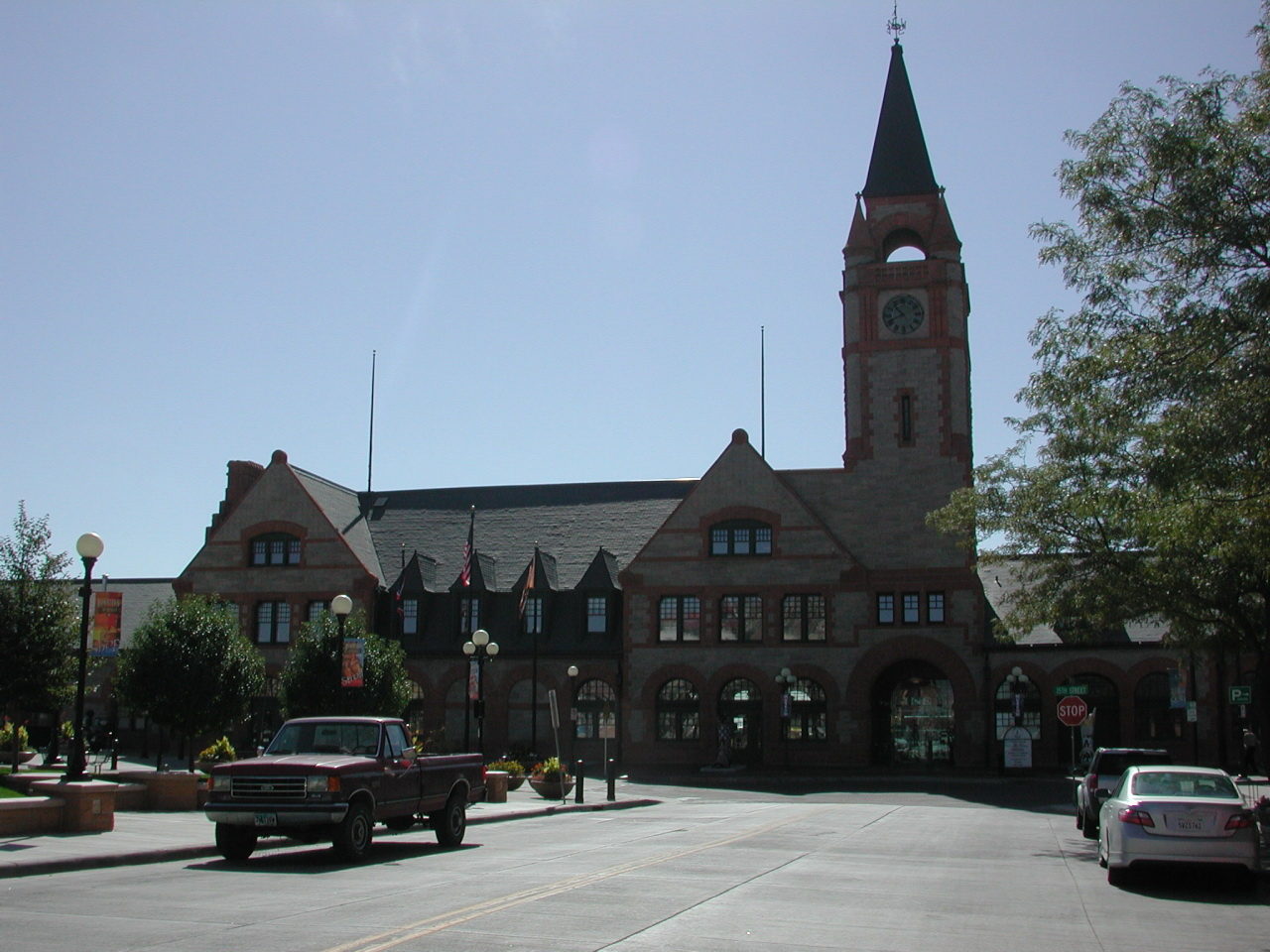
Union Pacific Depot Museum

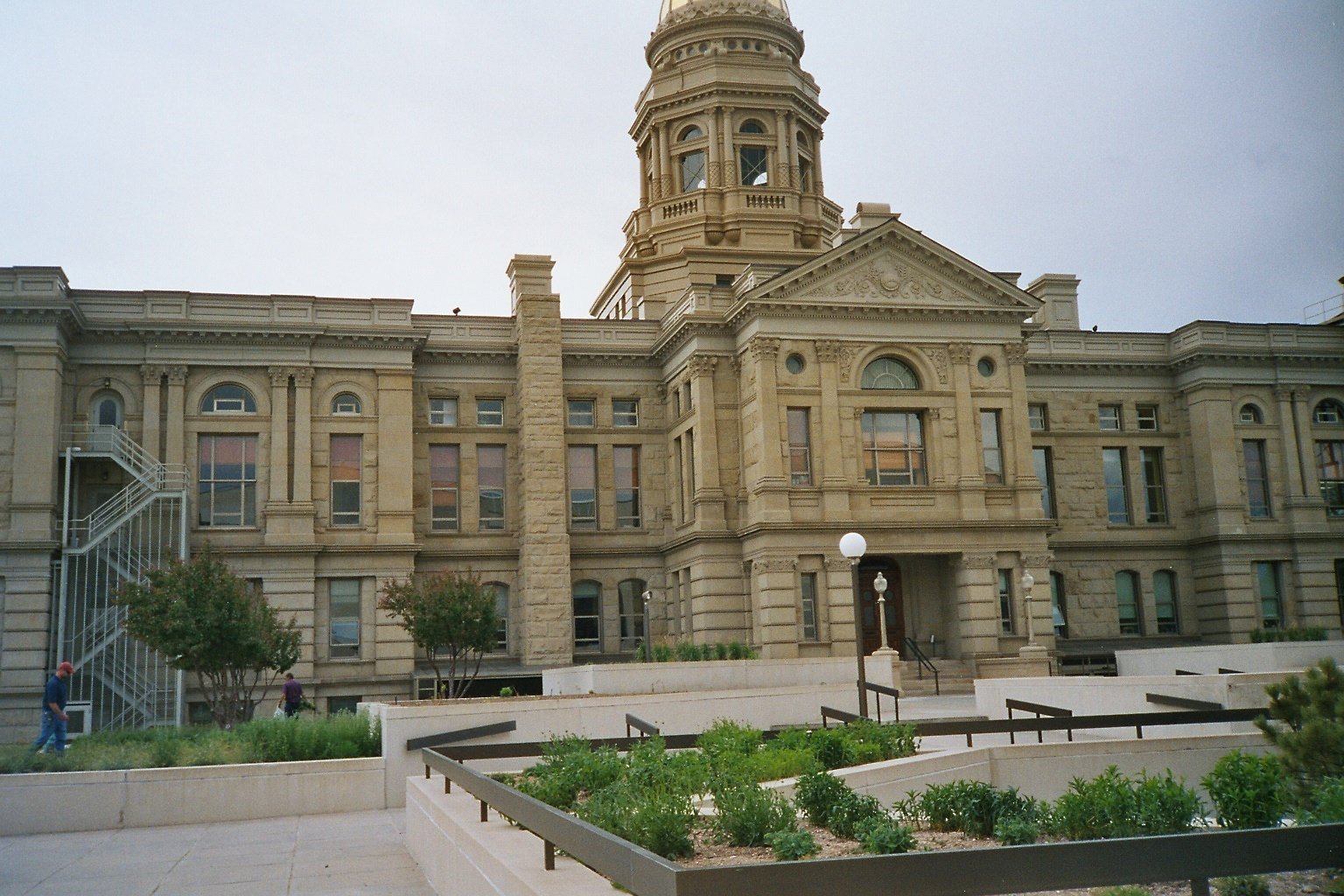
Wyoming State Capitol

Nach der Volkszählung im Jahr 2000 lebten im Laramie County 81.607 Menschen. Es gab 31.927 Haushalte und 21.614 Familien. Die Bevölkerungsdichte betrug 12 Einwohner pro Quadratkilometer. Ethnisch betrachtet setzte sich die Bevölkerung zusammen aus 88,92 % Weißen, 2,60 % Afroamerikanern, 0,85 % amerikanischen Ureinwohnern, 0,95 % Asiaten, 0,11 % Bewohnern aus dem pazifischen Inselraum und 4,00 % aus anderen ethnischen Gruppen; 2,57 % stammten von zwei oder mehr ethnischen Gruppen ab. 10,90 % Prozent der Bevölkerung waren spanischer oder lateinamerikanischer Abstammung, die verschiedenen der genannten Gruppen angehörten.
Von den 31.927 Haushalten hatten 33,20 % Kinder und Jugendliche unter 18 Jahre, die bei ihnen lebten. 53,90 % waren verheiratete, zusammenlebende Paare, 9,90 % Prozent waren allein erziehende Mütter, 32,30 % waren keine Familien. 27,20 % waren Singlehaushalte und in 8,90 % lebten Menschen im Alter von 65 Jahren oder darüber. Die Durchschnittshaushaltsgröße lag bei 2,45 und die durchschnittliche Familiengröße bei 2,98 Personen.
Auf das gesamte County bezogen setzte sich die Bevölkerung zusammen aus 25,80 % Einwohnern unter 18 Jahren, 9,60 % zwischen 18 und 24 Jahren, 30,50 % zwischen 25 und 44 Jahren, 22,70 % zwischen 45 und 64 Jahren und 11,50 % waren 65 Jahre alt oder darüber. Das Durchschnittsalter betrug 35 Jahre. Auf 100 weibliche kamen statistisch 100,90 männliche Personen, auf 100 Frauen im Alter ab 18 Jahren kamen statistisch 100,00 Männer.
Das jährliche Durchschnittseinkommen eines Haushalts betrug 39.607 USD, das Durchschnittseinkommen der Familien betrug 46.536. USD. Männer hatten ein Durchschnittseinkommen von 31.644 USD, Frauen 24.406 USD. Das Prokopfeinkommen betrug 19.634 USD. 9,10 % der Familien und 6,50 % der Bevölkerung lebten unterhalb der Armutsgrenze. 12,00 % davon waren unter 18 Jahre und 6,50 % waren 65 Jahre oder älter.

## Orte im Laramie County
| City - Cheyenne | Towns - Albin - Burns - Pine Bluffs |

Census-designated places (CDP)
| - Carpenter - Fox Farm-College - Hillsdale | - Ranchettes - South Greeley - FE Warren AFB |

Unincorporated Communitys
| - Granite - Horse Creek - Meriden |